# Peter Ålänning
Peter Finvidsson Ålänning, född i Finströms socken på Åland under okänt år, död mellan 1401 och 1404, var en svensk borgare. Han var rådman i Stockholm senast från 9 juni 1375 till sin död. Han var även medlem av Helga lekamens gille.
Peter Ålänning var en av sin tids rikaste stockholmare och fungerade tidvis som bankir för bland andra Albrekt av Mecklenburg och Bo Jonsson (Grip). Han ägde ett hus i Stockholm, en gård på Södermalm och dessutom flera gårdar i Uppland och Östergötland samt i Sunds och Finströms socknar på Åland.
Han var den som med ekonomiska medel såg till att Åbo domkyrkas altare blev färdigställt - det var ett gemensamt altare för Sankt Henrik och Sankt Erik.
Han gifte sig senast 1386 med Kristina Petersdotter (bjälke), syster till häradshövdingen i Åkers härad Rembold Petersson och halvsyster till Sune Hemmingssons (Schack) barn.